# Forte da Feira
Predefinição:Amis fontes

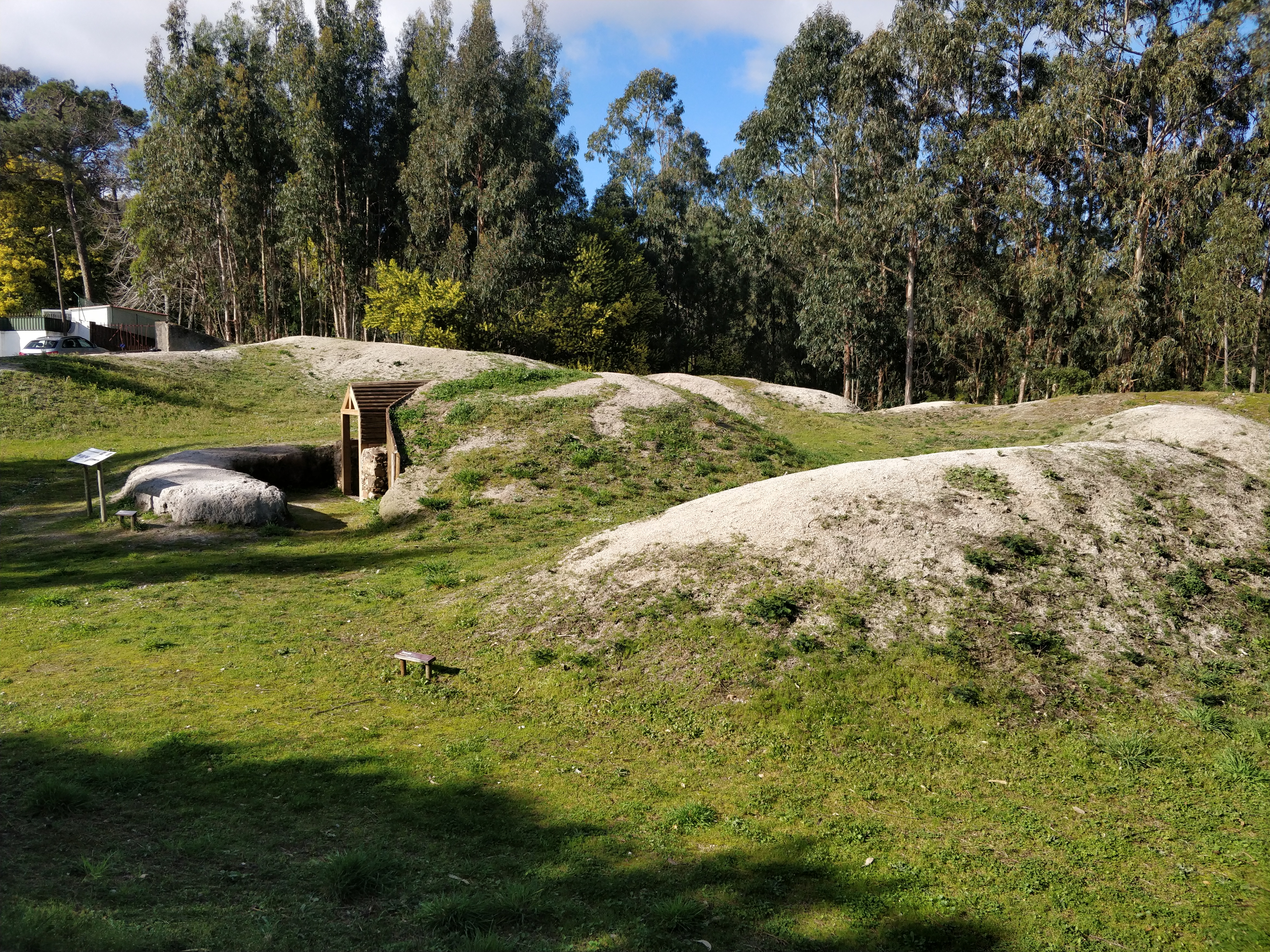

O Forte da Feira localiza-se na Malveira, na atual Freguesia da Malveira e São Miguel de Alcainça, no Município de Mafra, no Distrito de Lisboa, em Portugal. Constitui uma das fortificações outrora integrantes das chamadas Linhas de Torres Vedras. Foi inicialmente denominado de Reduto de Valtijães. Em 1810 encontra-se denominado como Forte da Malveira e, em 1895 com o nome atual.

## História
A toponímia remonta a uma feira anual instituída por Maria I de Portugal em 14 de dezembro de 1782 destinada a compra e venda de gado na região.
No contexto da Guerra Peninsular, o núcleo urbano da Malveira restringia-se a uma área junto à Ermida de Nossa Senhora dos Remédios. Entretanto, a área anexa ao local onde seria implantado o forte era utilizada para a referida feira.
Em posição dominante sobre o vale Baralhas, integrava o denso conjunto de fortificações que controlava o nó de comunicações da Malveira/Venda do Pinheiro, onde se cruzavam as estradas que ligavam Mafra a Lisboa e Torres Vedras a Lisboa. Erguido em 1809, o seu número de obra foi 66º.
À época do conflito, encontrava-se guarnecido por 350 homens das milícias portuguesas, contando com quatro peças de artilharia do calibre 9, com alcance de cerca de 2200 metros. Administrativamente encontrava-se compreendida no Distrito nº 6, com quartel-general em Mafra, e jurisdição desde aquela cidade até ao oceano Atlântico.
A área foi objeto de recuperação e inaugurada ao público em 13 de agosto de 2002.
Através de uma campanha de prospecção arqueológica, graças aos esforços conjuntos da Junta de Freguesia da Malveira, da Direção de Infra-estruturas do Exército e do Instituto de Gestão do Património Arquitectónico e Arqueológico (IGESPAR), com fundos do Mecanismo Financeiro do Espaço Económico Europeu, em 2010-2011 foi possível identificar uma construção complexa que integra estruturas em alvenaria e madeira nas áreas mais importantes da fortificação, a saber: entrada, paiol e canhoneiras.
Foi reaberto ao público em 7 de julho de 2011 dentro do escopo do projeto "Rota Histórica das Linhas de Torres".

## Características
O forte apresenta planta no formato de um polígono estrelado com sete pontas, com seis canhoneiras no lado oposto à entrada, defendido por um fosso com cerca de quatro metros de profundidade. O paiol, ao centro do conjunto, apresenta planta retangular, erguido em aparelho de pedra revestido por argamassa e recoberto por telhado de duas águas, revestido por oma estrutura de terra com camadas compactadas. O acesso ao seu interior era feito por uma rampa.